# Perłowce
Perłowce (ukr. Перлівці) – wieś na Ukrainie, w  obwodzie iwanofrankiwskim, w rejonie halickim, nad Dniestrem.